# Jon Tumarkin
Jon Tumarkin (hebr. יון תומרקין, ang. Yon Tomarkin ur. 22 lipca 1989 w Jafie) – izraelski aktor.
Jest synem izraelskiego rzeźbiarza Jigga’ela Tumarkina, wnukiem niemieckiego aktora Martina Hellberga. Ukończył Gimnazjum Sztuki Tel Awiw. Aktor mieszka w Ramat Gan.

## Kariera
Jako dziecko występował w reklamach telewizyjnych. W 2003 wcielił się w rolę Ido Kleina w izraelskim serialu Ha-Yeladim Mi'Givat Napoleon. W latach 2009–2012 wystąpił w serialu Split. W 2012 reżyser Jariw Horowic powierzył mu rolę Tomera w dramacie wojennym o żołnierzach izraelskich stacjonujących w Strefie Gazy, pt. Rock the Casbah. W 2015 wystąpił w izraelskim horrorze o parze młodych Amerykanów przeżywających w Jerozolimie biblijny koszmar, pt. JeruZalem.